# Associazione Calcio Torino 1962-1963
Questa voce raccoglie le informazioni riguardanti l'Associazione Calcio Torino nelle competizioni ufficiali della stagione 1962-1963.

## Rosa
| N. |                   | Ruolo | Calciatore              |
| -- | ----------------- | ----- | ----------------------- |
|    | Italia (bandiera) | P     | Luciano Panetti         |
|    | Italia (bandiera) | P     | Lido Vieri              |
|    | Italia (bandiera) | P     | Silvano Vincenzi        |
|    | Italia (bandiera) | D     | Enzo Bearzot (capitano) |
|    | Italia (bandiera) | D     | Luciano Buzzacchera     |
|    | Italia (bandiera) | D     | Antonino Gerbaudo       |
|    | Italia (bandiera) | D     | Remo Lancioni           |
|    | Italia (bandiera) | D     | Giovanni Mialich        |
|    | Italia (bandiera) | D     | Fabrizio Poletti        |
|    | Italia (bandiera) | D     | Roberto Rosato          |
|    | Italia (bandiera) | D     | Piero Scesa             |
|    | Italia (bandiera) | D     | Luciano Teneggi         |
|    | Italia (bandiera) | C     | Giancarlo Cella         |
|    | Italia (bandiera) | C     | Amilcare Ferretti       |

| N. |                        | Ruolo | Calciatore           |
| -- | ---------------------- | ----- | -------------------- |
|    | Italia (bandiera)      | C     | Giorgio Ferrini      |
|    | Argentina (bandiera)   | C     | Marcos Locatelli     |
|    | Italia (bandiera)      | C     | Angelo Spanio        |
|    | Italia (bandiera)      | A     | Enrico Albrigi       |
|    | Italia (bandiera)      | A     | Antonio Cardillo     |
|    | Italia (bandiera)      | A     | Carlo Crippa         |
|    | Italia (bandiera)      | A     | Giancarlo Danova     |
|    | Italia (bandiera)      | A     | Beniamino Di Giacomo |
|    | Italia (bandiera)      | A     | Ulisse Gualtieri     |
|    | Inghilterra (bandiera) | A     | Gerry Hitchens       |
|    | Spagna (bandiera)      | A     | Joaquín Peiró        |
|    | Italia (bandiera)      | A     | Giampaolo Piaceri    |
|    | Italia (bandiera)      | A     | Gianfranco Trombini  |

## Calciomercato
| Acquisti | Acquisti              | Acquisti        | Acquisti      |
| R.       | Nome                  | da              | Modalità      |
| -------- | --------------------- | --------------- | ------------- |
| P        | Gianni Gennari        | Miranese        | definitivo    |
| D        | Angelo Cereser        | Sandonà 1922    | definitivo    |
| D        | Giovanni Mialich      | SPAL            | definitivo    |
| D        | Fabrizio Poletti      | Asti            | fine prestito |
| D        | Luciano Teneggi       | Savona          | definitivo    |
| C        | Amilcare Ferretti     | Fiorentina      | definitivo    |
| C        | Giambattista Moschino | Novara          | fine prestito |
| C        | Angelo Spanio         | Parma           | definitivo    |
| A        | Antonio Cardillo      | Asti            | definitivo    |
| A        | Giancarlo Danova      | Milan           | definitivo    |
| A        | Beniamino Di Giacomo  | Lecco           | definitivo    |
| A        | Gerry Hitchens        | Inter           | definitivo    |
| A        | Joaquín Peiró         | Atlético Madrid | definitivo    |
| A        | Giampaolo Piaceri     | Anconitana      | definitivo    |

| Cessioni | Cessioni              | Cessioni         | Cessioni   |
| R.       | Nome                  | a                | Modalità   |
| -------- | --------------------- | ---------------- | ---------- |
| D        | Giancarlo Versolatto  | Parma            | definitivo |
| C        | Denis Law             | Manchester Utd   | definitivo |
| C        | Giambattista Moschino | Lazio            | prestito   |
| C        | Giampiero Schiavo     | Lecco            | definitivo |
| A        | Enrico Albrigi        | Verona           | prestito   |
| A        | Joe Baker             | Arsenal          | definitivo |
| A        | Beniamino Di Giacomo  | Inter            | definitivo |
| A        | Giordano Mattavelli   | Simmenthal-Monza | definitivo |

## Risultati

### Serie A

#### Girone di andata
| Arbitro: | Genel (Trieste) |

|               |           |               |
| Locatelli 85’ | Marcatori | 39’ Calvanese |

| Arbitro: | Francescon (Padova) |

|  |           |               |
|  | Marcatori | 23’ Locatelli |

| Arbitro: | Roversi (Bologna) |

|               |           |  |
| Locatelli 57’ | Marcatori |  |

| Arbitro: | Campanati (Milano) |

|             |           |  |
| Merighi 21’ | Marcatori |  |

| Arbitro: | Marchese (Napoli) |

|                     |           |         |
| Di Giacomo 20’, 90’ | Marcatori | 13’ Bui |

| Arbitro: | Sbardella (Roma) |

|           |           |  |
| Galli 76’ | Marcatori |  |

| Arbitro: | Campanati (Milano) |

|  |           |             |
|  | Marcatori | 49’ Miranda |

| Arbitro: | D'Agostini (Roma) |

|               |           |  |
| Locatelli 90’ | Marcatori |  |

| Bergamo 4 novembre 1962, ore 14:30 UTC+1 9ª giornata | Atalanta         | 0 – 0 | Torino | Stadio Comunale\| Arbitro: \| Di Tonno (Lecce) \| |
| Arbitro:                                             | Di Tonno (Lecce) |       |        |                                                   |

| Arbitro: | Francescon (Padova) |

|              |           |  |
| Pascutti 17’ | Marcatori |  |

| Arbitro: | Lo Bello (Siracusa) |

|                           |           |                    |
| Locatelli 53’ (rig.), 70’ | Marcatori | 4’, 51’ Manfredini |

| Arbitro: | Genel (Trieste) |

|  |           |                                    |
|  | Marcatori | 18’, 40’, 48’ Hamrin 63’ Seminario |

| Arbitro: | Gambarotta (Genova) |

|                               |           |              |
| Fortunato 17’ Del Vecchio 83’ | Marcatori | 86’ Hitchens |

| Arbitro: | Marchese (Napoli) |

|                      |           |                      |
| De Marchi 10’ (aut.) | Marcatori | 61’ Vinício 88’ Puia |

| Arbitro: | Lo Bello (Siracusa) |

|              |           |                                   |
| da Silva 39’ | Marcatori | 17’ Crippa 57’ Hitchens 59’ Peiró |

| Arbitro: | Sbardella (Roma) |

|                    |           |                   |
| Fraschini 15’, 75’ | Marcatori | 38’, 41’ Hitchens |

| Arbitro: | Jonni (Macerata) |

|                      |           |                |
| Locatelli 42’ (rig.) | Marcatori | 23’ Di Giacomo |

#### Girone di ritorno
| Arbitro: | Roversi (Bologna) |

|                                     |           |  |
| Milan 20’ Szymaniak 64’ Petroni 66’ | Marcatori |  |

| Arbitro: | Angelini (Firenze) |

|                                            |           |  |
| Hitchens 16’ (rig.), 57’ (rig.) Danova 70’ | Marcatori |  |

| Arbitro: | Lo Bello (Siracusa) |

|              |           |               |
| Allemann 18’ | Marcatori | 54’ Locatelli |

| Arbitro: | Angonese (Mestre) |

|                        |           |  |
| Danova 86’ Ferrini 89’ | Marcatori |  |

| Arbitro: | Angonese (Mestre) |

|                                 |           |  |
| Dell'Omodarme 19’ Ciannameo 31’ | Marcatori |  |

| Arbitro: | Francescon (Padova) |

|                         |           |  |
| Hitchens 15’ Crippa 69’ | Marcatori |  |

| Arbitro: | Adami (Roma) |

|  |           |            |
|  | Marcatori | 41’ Crippa |

| Arbitro: | Di Tonno (Lecce) |

|            |           |             |
| Grossi 76’ | Marcatori | 8’ Hitchens |

| Arbitro: | Rigato (Mestre) |

|              |           |  |
| Ferretti 23’ | Marcatori |  |

| Arbitro: | Marchese (Napoli) |

|  |           |            |
|  | Marcatori | 58’ Haller |

| Arbitro: | Rigato (Mestre) |

|                                                  |           |  |
| De Sisti 7’, 79’ Manfredini 12’, 62’ (rig.), 65’ | Marcatori |  |

| Arbitro: | D'Agostini (Roma) |

|               |           |  |
| Seminario 89’ | Marcatori |  |

| Torino 21 aprile 1963, ore 15:30 UTC+1 30ª giornata | Torino           | 0 – 0 | Milan | Stadio Comunale (20.000 spett.)\| Arbitro: \| Di Tonno (Lecce) \| |
| Arbitro:                                            | Di Tonno (Lecce) |       |       |                                                                   |

| Arbitro: | Ferrari (Milano) |

|  |           |             |
|  | Marcatori | 77’ Piaceri |

| Arbitro: | Campanati (Milano) |

|                                   |           |                                |
| Hitchens 40’, 41’, 55’ Danova 48’ | Marcatori | 14’ Cucchiaroni 76’ Frustalupi |

| Arbitro: | Lo Bello (Siracusa) |

|             |           |                    |
| Bearzot 32’ | Marcatori | 68’ (rig.) Corelli |

| Arbitro: | D'Agostini (Roma) |

|             |           |             |
| Mazzola 56’ | Marcatori | 60’ Ferrini |

### Coppa Italia
| Arbitro: | Angonese (Mestre) |

|            |           |             |
| Orlando 3’ | Marcatori | 88’ Albrigi |

| Arbitro: | Angonese (Mestre) |

|                      |                      |                       |
| Rossini 4’ Haller 5’ | Marcatori            | 51’ Peiró 62’ Piaceri |
| Haller               | Tiri di rigore 3 – 4 | Locatelli             |

| Arbitro: | Angonese (Mestre) |

|  |           |                  |
|  | Marcatori | 31’, 35’ Piaceri |

| Arbitro: | Grignani (Milano) |

|                          |           |                    |
| Locatelli 41’ Crippa 44’ | Marcatori | 33’ (rig.) Ciccolo |

| Arbitro: | Sbardella (Roma) |

|                         |           |             |
| Domenghini 4’, 49’, 82’ | Marcatori | 84’ Ferrini |

### Coppa Mitropa
| Arbitro: | Masch |

|                     |           |  |
| Kaltenbrunner II 7’ | Marcatori |  |

| Arbitro: | Chaun |

|                                                |           |            |
| Peiró 1’, 48’, 100’ Hitchens 96’ Ferretti 112’ | Marcatori | 47’ Körner |

| Arbitro: | Zecevic |

|                                                  |           |             |
| Machos 13’, 45’ (rig.) Kekesi 34’ Pál I 73’, 84’ | Marcatori | 48’ Piaceri |

| Arbitro: | Obtulovic |

|                            |           |                     |
| Hitchens 20’ Locatelli 75’ | Marcatori | 69’ (aut.) Gerbaudo |

## Statistiche

### Statistiche di squadra
| Competizione  | Punti | In casa | In casa | In casa | In casa | In casa | In casa | In trasferta | In trasferta | In trasferta | In trasferta | In trasferta | In trasferta | Totale | Totale | Totale | Totale | Totale | Totale | DR |
| Competizione  | Punti | G       | V       | N       | P       | Gf      | Gs      | G            | V            | N            | P            | Gf           | Gs           | G      | V      | N      | P      | Gf     | Gs     | DR |
| ------------- | ----- | ------- | ------- | ------- | ------- | ------- | ------- | ------------ | ------------ | ------------ | ------------ | ------------ | ------------ | ------ | ------ | ------ | ------ | ------ | ------ | -- |
| Serie A       | 34    | 17      | 8       | 5       | 4       | 22      | 16      | 17           | 4            | 5            | 8            | 12           | 22           | 34     | 12     | 10     | 12     | 34     | 38     | -4 |
| Coppa Italia  | -     | 1       | 1       | 0       | 0       | 2       | 1       | 4            | 1            | 2            | 1            | 6            | 6            | 5      | 2      | 2      | 1      | 8      | 7      | +1 |
| Coppa Mitropa | -     | 2       | 2       | 0       | 0       | 7       | 2       | 2            | 0            | 0            | 2            | 1            | 6            | 4      | 2      | 0      | 2      | 8      | 8      | 0  |
| Totale        | -     | 20      | 11      | 5       | 4       | 31      | 19      | 23           | 5            | 7            | 11           | 19           | 34           | 43     | 16     | 12     | 15     | 50     | 53     | -3 |

### Statistiche dei giocatori
| Giocatore      | Serie A  | Serie A | Coppa Italia | Coppa Italia | Coppa Mitropa | Coppa Mitropa | Totale   | Totale |
| Giocatore      | Presenze | Reti    | Presenze     | Reti         | Presenze      | Reti          | Presenze | Reti   |
| -------------- | -------- | ------- | ------------ | ------------ | ------------- | ------------- | -------- | ------ |
| E. Albrigi     | -        | -       | 1            | 1            | -             | -             | 1        | 1      |
| E. Bearzot     | 27       | 1       | 5            | 0            | 1             | 0             | 33       | 1      |
| L. Buzzacchera | 32       | 0       | 5            | 0            | 3             | 0             | 40       | 0      |
| A. Cardillo    | 6        | 0       | 2            | 0            | 2             | 0             | 10       | 0      |
| G. Cella       | 2        | 0       | 0            | 0            | 0             | 0             | 2        | 0      |
| C. Crippa      | 31       | 3       | 5            | 1            | 2             | 0             | 38       | 4      |
| G. Danova      | 20       | 3       | 1            | 0            | 1             | 0             | 22       | 3      |
| B. Di Giacomo  | 5        | 2       | 1            | 0            | -             | -             | 6        | 2      |
| A. Ferretti    | 16       | 1       | 3            | 0            | 3             | 1             | 22       | 2      |
| G. Ferrini     | 34       | 2       | 4            | 1            | 2             | 0             | 40       | 3      |
| A. Gerbaudo    | 0        | 0       | 0            | 0            | 2             | 0             | 2        | 0      |
| U. Gualtieri   | 4        | 0       | 0            | 0            | 0             | 0             | 4        | 0      |
| G. Hitchens    | 24       | 11      | 2            | 0            | 4             | 2             | 30       | 13     |
| R. Lancioni    | 14       | 0       | 3            | 0            | 1             | 0             | 18       | 0      |
| M. Locatelli   | 18       | 8       | 4            | 1            | 4             | 1             | 26       | 10     |
| G. Mialich     | 10       | 0       | 1            | 0            | 2             | 0             | 13       | 0      |
| L. Panetti     | 0        | -0      | 1            | -2           | 0             | -0            | 1        | -2     |
| J. Peiró       | 14       | 1       | 3            | 1            | 2             | 3             | 19       | 5      |
| G. Piaceri     | 9        | 1       | 3            | 3            | 4             | 1             | 16       | 5      |
| F. Poletti     | 21       | 0       | 3            | 0            | 3             | 0             | 27       | 0      |
| R. Rosato      | 12       | 0       | 3            | 0            | 1             | 0             | 16       | 0      |
| P. Scesa       | 29       | 0       | 2            | 0            | 0             | 0             | 31       | 0      |
| A. Spanio      | 2        | 0       | 0            | 0            | 0             | 0             | 2        | 0      |
| L. Teneggi     | 7        | 0       | 0            | 0            | 3             | 0             | 10       | 0      |
| G. Trombini    | 3        | 0       | 0            | 0            | 0             | 0             | 3        | 0      |
| L. Vieri       | 34       | -38     | 5            | -5           | 3             | -7            | 42       | -50    |
| S. Vincenzi    | 0        | -0      | 0            | -0           | 1             | -1            | 1        | -1     |

## Giovanili

### Piazzamenti
- Ragazzi Primavera:
  - Campionato:[8]